# Episodi di My Spy Family (prima stagione)
La prima stagione della sitcom My Spy Family è stata trasmessa in prima visione nel Regno Unito da Boomerang dal 1º settembre al 17 novembre 2007.
In Italia è stata trasmessa in prima visione pay dal canale Cartoon Network dal 3 dicembre 2007, mentre in chiaro è stata trasmessa in prima visione su Boing dal 16 febbraio 2008.
| nº | Titolo originale                               | Titolo italiano                             | Prima TV UK       | Prima TV Italia  |
| -- | ---------------------------------------------- | ------------------------------------------- | ----------------- | ---------------- |
| 1  | The Lock-In Affair                             | Il caso Musical Mancato                     | 1º settembre 2007 | 3 dicembre 2007  |
| 2  | The Friends Disunited Affair                   | Il caso Amicizie in Pericolo                | 1º settembre 2007 | 4 dicembre 2007  |
| 3  | The Dirky Dancing Affair                       | Il caso Balli Proibiti                      | 8 settembre 2007  | 5 dicembre 2007  |
| 4  | The Charity Begins At Home Affair              | Il caso la Cotta che Scotta                 | 15 settembre 2007 | 6 dicembre 2007  |
| 5  | The Bullets Over Batley Affair                 | Il caso Genitori in Mostra                  | 22 settembre 2007 | 7 dicembre 2007  |
| 6  | The Prefect Storm Affair                       | Il caso Capoclasse per caso                 | 29 settembre 2007 | 10 dicembre 2007 |
| 7  | The Tenth Flask Affair                         | Il caso del Decimo Termos                   | 6 ottobre 2007    | 11 dicembre 2007 |
| 8  | The Truffles are Forever Affair                | Il caso una Cascata di Tartufi              | 13 ottobre 2007   | 12 dicembre 2007 |
| 9  | The Up Horoscope! Affair                       | Il caso Mystic Maria                        | 20 ottobre 2007   | 13 dicembre 2007 |
| 10 | The Inspector Foils Affair                     | Il caso Ispettore neutralizzato             | 27 ottobre 2007   | 14 dicembre 2007 |
| 11 | The Vladimir Spensky Affair                    | Il caso Vladimir Spensky                    | 3 novembre 2007   | 17 dicembre 2007 |
| 12 | The Spy Who Didn't Quite Love Me Enough Affair | Il caso La Spia che nascondeva i sentimenti | 10 novembre 2007  | 18 dicembre 2007 |
| 13 | The Albovian Affair Affair                     | Il caso Albovia                             | 17 novembre 2007  | 19 dicembre 2007 |

## Il caso Musical Mancato
- Titolo originale: The Lock-In Affair
- Diretto da: Paul Alexander
- Scritto da: Daniel Peak

### Trama
La famiglia viene intrappolata in un armadietto durante una recita scolastica, Elle prende il ruolo di Donna cioè Dorothy e alla fine fa con suo fratello Spike un ballo imbarazzante.

## Il caso Amicizie in Pericolo
- Titolo originale: The Friends Disunited Affair
- Diretto da: Paul Alexander
- Scritto da: Paul Alexander

### Trama
Des licenzia Dirk dal suo incarico di cercare il ladro dal bar perché i suoi modi erano brutali. Intanto il Signor Vong vuole portare in gita la classe dove si trovava Spike ma lui fa di tutto per non andarci.

## Il caso Balli Proibiti
- Titolo originale: The Dirky Dancing Affair
- Diretto da: Paul Alexander
- Scritto da: Paul Alexander

### Trama
Dirk vuole imparare a ballare perché molto tempo fa al suo matrimonio non ha ballato lui ma un suo simile. Intanto Spike cerca di entrare ad un'organizzazione ma Talia glielo impedisce. Durante il ballo scolastico Dirk rivela la verità a Talia e Spike scopre che sua madre lo ha ingannato.

## Il caso la Cotta che Scotta
- Titolo originale: The Charity Begins At Home Affair
- Diretto da: Paul Alexander
- Scritto da: Paul Alexander

### Trama
Elle porta a casa dei senza tetto intanto Spike si innamora della nuova insegnante di francese.

## Il caso Genitori in Mostra
- Titolo originale: The Bullets Over Batley Affair
- Diretto da: Paul Alexander
- Scritto da: Paul Alexander

### Trama
Spike e Trevis cercano con il microonde di contattare il presidente degli Stati Uniti d'America ma distruggono qualcosa di grande importanza cioè le pallottole di Dirk e Talia che significava il loro intenso amore.

## Il caso Capoclasse per caso
- Titolo originale: The Prefect Storm Affair
- Diretto da: Paul Alexander
- Scritto da: Paul Alexander

### Trama
Spike elegge Trevis come capoclasse ma quest'ultimo usa il suo potere contro Spike e i prepotenti, ma gli alunni della classe chiedono l'aiuto di Spike per fermare Trevis. Talia è felice di partire per un viaggio con Dirk ma si ritrova ad andarci con Spike.

## Il caso del Decimo Termos
- Titolo originale: The Tenth Flask Affair
- Diretto da: Paul Alexander
- Scritto da: Daniel Peak

### Trama
Spike cerca di ottenere la password di Elle per leggere le e-mail che si mandano quest'ultimo e la sua presunta amica polacca. Trevis lega con Marcy e Talia convince Dirk a mandarlo in missione del Decimo Termos.

## Il caso una Cascata di Tartufi
- Titolo originale: The Truffles are Forever Affair
- Diretto da: Paul Alexander
- Scritto da: Brian Lyinch

### Trama
Dirk diventa ossessionato dall'idea che qualcuno vuole rubare le sue palline al cioccolato e ciliegia infatti viene ingannato da Talia perché lei sostituisce i suoi tartufi con degli altri falsi. Intanto Elle vuole rimettere l'ordine a scuola allora si veste da Rapper ma Spike la precede ma viene obbligato da Elle a parlare lu davanti a tutti.

## Il caso Mystic Maria
- Titolo originale: The Up Horoscope! Affair
- Diretto da: Paul Alexander
- Scritto da:

### Trama
Dirk viene a sapere di un ladro a Batley e cerca di catturarlo intanto Talia aiuta Elle per farla entrare nello staff della rivista della scuola trasformandosi nel maestro dell'oroscopo: Mystic Maria.

## Il caso Ispettore neutralizzato
- Titolo originale: The Inspector Foils Affair
- Diretto da: Paul Alexander
- Scritto da:

### Trama
Spike prevede il licenziamento di Vong grazie all'ispettore della scuola ma Dirk fraintende la missione di Spike così Dirk fa di tutto per non far licenziare il signor Vong.

## Il caso Vladimir Spensky
- Titolo originale: The Vladimir Spensky Affair
- Diretto da: Paul Alexander
- Scritto da:

### Trama
Spike sfida il campione del mondo di Scacchi: Vladimir Spensky cioè la vecchia fiamma di Talia. Spike non sa giocare a scacchi ma Vladimir fa vincere Spike per volere di Talia.

## Il caso La Spia che nascondeva i sentimenti
- Titolo originale: The Spy Who Didn't Quite Love Me Enough Affair
- Diretto da: Paul Alexander
- Scritto da:

### Trama
Elle vuole fare un video per la scuola che riguarda l'amicizia tra Dirk e Des. Spike attiva una bomba nucleare ma Boris riesce a salvare la famiglia e anche Batley.

## Il caso Albovia
- Titolo originale: The Albovian Affair Affair
- Diretto da: Paul Alexander
- Scritto da: Paul Alexander

### Trama
Vong vuole ottenere il premio Impig. Dirk vuole scrivere un libro riguardante il suo passato ma ha un blocco. Talia preoccupata che Dirk si ricordi di Albovia perché lei era il capo dei ribelli. Alla fine Dirk scopre la verità ma grazie a Boris si dimentica di nuovo tutto.